# Marion Wisinger
Marion Wisinger (* 1965) ist eine österreichische Historikerin und Autorin. Seit 2024 ist sie Präsidentin des österreichischen PEN-Clubs.

## Leben und Wirken
Wisinger studierte Geschichte, Politikwissenschaften und Romanistik an der Universität Wien, wo sie eine Dissertation zum Thema Über den Umgang der österreichischen Justiz mit NS-Gewalttätern verfasste und ihr Studium 1991 abschloss.
Sie forscht seit vielen Jahren zur österreichischen Erinnerungskultur und beschäftigt sich – auch als Ausstellungskuratorin – mit der Aufarbeitung der von der Gesellschaft vergessenen Geschichte, wie der Gewalt in österreichischen Kinderheimen. Weiters ist sie selbständige Trainerin im Bereich der Bildungsarbeit für Kinder, Jugendliche und Erwachsene. Themenschwerpunkte ihrer Bildungsprojekte und Politiktrainings sind Integration, Geschlechterdemokratie, Antiradikalisierung und Menschenrechte. 
Marion Wisinger ist Vorsitzende des Wiener Forums für Demokratie und Menschenrechte und seit 2024 Präsidentin des Österreichischen PEN-Clubs.
Wisinger lebt in Wien und Bad Goisern.

## Funktionen
- Chefredakteurin des Liga-Magazins für Menschenrechte (seit 2019)[5]
- Vorstandsvorsitzende des Wiener Forums für Demokratie und Menschenrechte[5]
- Vorstandsmitglied der Österreichischen Liga für Menschenrechte[6]
- Beauftragte des Writers at Risk  – Komitees des Österreichischen PEN (seit 2020)[7]
- Präsidentin des österreichischen PEN-Clubs (seit 2024)[8]

## Publikationen
- Land der Töchter. 150 Jahre Frauenleben in Österreich. (Hrsg.). Aufsatzsammlung, Geschichte 1848–1992, Promedia Verlag, Wien 1992, ISBN 978-3-900478-52-0.
- Über das eine und das andere Österreich. Beispiele politischer Bildung zu Zeitgeschichte, gegen Fremdenfeindlichkeit und Rassismus. Mit Heidemaria Buchecker, Barbara Schöllenberger. Österreichische Gesellschaft für Politische Bildung, Wien 2002, 68 Seiten.
- Einmischen? Mitmischen! Konzepte politischer Bildung für Frauen. Österreichische Gesellschaft für Politische Bildung, Wien 2002, 28 Seiten.
- "Wie aus guten Ideen erfolgreiche Projekte werden ..." Leitfaden für Projekteinreichungen bei der Österreichischen Gesellschaft für Politische Bildung 2009. Mit Barbara Schöllenberger. Österreichische Gesellschaft für Politische Bildung, Wien 2009, 44 Seiten.
- Jedes Mal anders. Sieben Geschichten über interkulturelle Begegnungen. Land der Menschen – Aufeinander Zugehen OÖ, Linz 2012, 48 Seiten.
- Unser Europa – mitbestimmen und mitgestalten. Mit Ingrid Ausserer. Zentrum polis - Politik Lernen in der Schule, Wien 2014, 15 Seiten.
- Freedom. Das sind unsere Rechte! Elf Geschichten über Menschenrechte. Verein Land der Menschen, Linz 2015, 32 Seiten.
- Da mach ich nicht mit! ... Argumente gegen "rechte" Sprüche ... Verein WienXtra, Wien 2015, 36 Seiten.
- Deck Mythen auf! Zur geistigen Selbstverteidigung bei „Sozialschmarotzer*innen“-Parolen und Menschen-Bashing. Aufsatz in: Achtung. Abwertung hat System. Vom Ringen um Anerkennung, Wertschätzung und Würde. Hrsg.: Alban Knecht, Verena Fabris, Michaela Moser, Robert Rybaczek-Schwarz u. a.:  Herausgegeben von Die Armutskonferenz, Verlag des ÖGB, Wien 2018, S. 191–195. ISBN 978-3-99046-395-6.
- Verantwortung und Aufarbeitung. Untersuchung über Gründe und Bedingungen von Gewalt in Einrichtungen der Caritas der Diözese Linz nach 1945. Mit Michael John und Angela Wescheider. Caritas Oberösterreich, Linz 2019, ISBN 978-3-200-06611-3.
- Heisse Themen – cool verpackt! Über den Umgang mit Politik im Unterricht. Edition polis, Wien 2020, ISBN 978-3-902659-19-4.
- Schattenseiten der Fürsorgeerziehung: Die Heime der Volkshilfe Wien – Altenberg, Pitten, Willendorf und Ybbs. mit Siegfried Göllner, Michael John. echomedia Buchverlag, Wien 2021, ISBN 978-3-903989-26-9.
- Gestern träumte ich von Bäumen : mulieris mundi IV. Hrsg. mit Helmuth A. Niederle. Korrektur Verlag, Mattighofen 2023. ISBN 978-3-9505470-0-9.
- Handbuch Bäuerinnen und Politik. Wie Workshops, Vorträge und Diskussionsrunden gelingen., ARGE Österreichische Bäuerinnen, Wien 2023.
- Goisern: eine erzählte Ortsgeschichte. Verlag Kremayr & Scheriau, Wien 2024. ISBN 978-3-218-01426-7.[9]